# Койвас
Койвас — пресноводное озеро на территории Боровского сельского поселения Калевальского района Республики Карелии.

## Общие сведения
Площадь озера — 21,4 км², площадь водосборного бассейна — 437 км². Располагается на высоте 146,0 метров над уровнем моря.
Форма озера лопастная, продолговатая: оно вытянуто с северо-запада на юго-восток. Берега изрезанные, каменисто-песчаные, преимущественно возвышенные.
Через озеро протекает река Кенто, впадающая в озеро Юляярви, которое протокой сообщается с озером Алаярви. Воды из последнего через протоку Ельмане уже втекают в озеро Среднее Куйто.
В озере более двух десятков островов различной площади, однако их количество может варьироваться в зависимости от уровня воды. Наиболее крупные: Суовансуари и Кайскусуари.
Рыбы: Ряпушка, сиг, щука, плотва, налим, окунь, ёрш.
Код объекта в государственном водном реестре — 02020000811102000004784.